# Cirsium vinaceum
Cirsium vinaceum là một loài thực vật có hoa trong họ Cúc. Loài này được (Wooton & Standl.) Wooton & Standl. mô tả khoa học đầu tiên năm 1915.